# Station Carnoules
Station Carnoules is een spoorwegstation in de Franse gemeente Carnoules.